# Cayratia acuminata
Cayratia acuminata là một loài thực vật hai lá mầm trong họ Nho. Loài này được (A.Gray) A.C.Sm. miêu tả khoa học đầu tiên năm 1942.